# ラウグナ
ラウグナ (ドイツ語: Laugna) は、ドイツ連邦共和国バイエルン州シュヴァーベン行政管区のディリンゲン・アン・デア・ドナウ郡の町村（以下、本項では便宜上「町」と記述する）である。この街はヴェルティンゲン行政共同体に属している。

## 地理
この街は、ディリンゲン (15 km) とアウクスブルク (22 km) との間、ヴェルティンゲンの南東約 3.5 km に位置しており、アウクスブルク開発計画地区の一部である。町の南から、アウクスブルク＝ヴェストリヒェ・ヴェルダー自然公園の一部であるホルツヴィンケルが始まる。町域の東部をラウグナ川が流れており、アスバッハー・バッハがこれに合流している。
この町には7つのゲマインデタイル（村落、集落、開墾地などの小地区）からなる。
| - アスバッハ - ボックスベルク - ヒンターブーフ - カーク | - ラウグナ - モーデルスハウゼン - オスターブーフ |

## 歴史
判明している最も古い集落は紀元前100年頃のケルト人居住地と考えられている。特に古ドイツ語の地名 Longenaha あるいは口語で Longna がこれを示唆している。紀元前15年頃にローマ人がこの地域を支配した。ローマ人は、紀元後410年頃にアレマン人によって放逐され、ラウグナはゲルマン系の Urmark（ゲルマンの古代領邦）となった。
ラウグナは、1613年にボックスベルク領を獲得したフッガー家の家領となった。1806年のライン同盟規約により、この集落はバイエルン王国領となった。バイエルンの行政改革に伴う1818年の市町村令によって自治体が形成された。

### 町村合併
現在この町に属すゲマインデタイルは、いずれも1972年に廃止されたヴェルティンゲン郡に属していた。市町村再編に伴い、1978年5月1日に、ヒンターブーフ、カーク、モーデルスハウゼンを含むボックスベルクとアスバッハを含むオスターブーフがラウグナに合併した。

## 住民

### 人口推移
1988年から2018年までの間にこの町の人口は、1,330人から1,577人へ247人、約 18.6 % 増加した。
| 年         | 1961  | 1970  | 1987  | 1991  | 1995  | 2000  | 2005  | 2010  | 2015  | 2020  |
| ---------- | ----- | ----- | ----- | ----- | ----- | ----- | ----- | ----- | ----- | ----- |
| 人口（人） | 1,314 | 1,304 | 1,313 | 1,422 | 1,479 | 1,533 | 1,553 | 1,543 | 1,577 | 1,598 |

## 行政

### 首長
第1町長はヨハン・ゲベレである。彼は2014年3月の町長選挙第1回投票で町長に選出され、2020年3月15日の選挙では対立候補がおらず 96.6 % の支持票を獲得して再選された。
過去の町長:
- 1978年 - 1980年: ヨハン・エトレ（それ以前は旧ラウグナ町の町長であった）
- 1980年 - 1996年: ギュンター・マイティンガー
- 1996年 - 2014年: ゲオルク・カイス

### 議会
この町の議会は、12議席の議員と町長で構成されている。

### 行政
この町は、ヴェルティンゲン行政共同体に属している。

### 紋章
図柄: 基部は金地で、その中に斜めに配置された3本の緑の帯の断片。主部は青地と金地に左右二分割。向かって左は先端がユリの形になった金の十字。向かって右は一続きになった緑の四峰の山の上を歩く黒いボック（ヤギの仲間）。
解説: 市町村再編に伴ってボックスベルクとオスターブーフがラウグナに合併した。先端がユリの形になった金の十次は、旧ラウグナの1967年の紋章に描かれていたデザインである。これは、1337年に初めてこの集落に所領を得たアクスブルクの聖十字架修道院を表している。ユリは、フッガー家の紋章シンボルである。フッガー家は1613年にボックスベルク＝ラウグナの領主権を獲得した。その後ボックスベルク城は三十年戦争で荒廃したため、1613年頃に建設されたラウグナ城に首邑を移した。ボックはボックスベルクからの地口で、ボックスベルク貴族家の紋章から採られた。この一族は1254年から1321年までこの集落を治めていたことが確認されている。オスターブーフの元の名前はブーフ (Buch) で、ブナ (Buche) の森の入植地を意味していた。近隣の同名の集落ブーフ（ヒンターブーフとも呼ばれる）と区別するために。1358年に初めてオスターブーツの地名が現れる。これは「東に (östlich) 位置するブーフ」の意味である。オスターブーフは、13世紀にブーフ家領の下級貴族裁判所の所在地となった。この紋章の帯は、ブーフ家の紋章から採られ、これを意味している。
この紋章は1987年に認可された。

## 文化と見どころ

### 建築
- ラウグナのフッガー家の城（ラウグナ城）

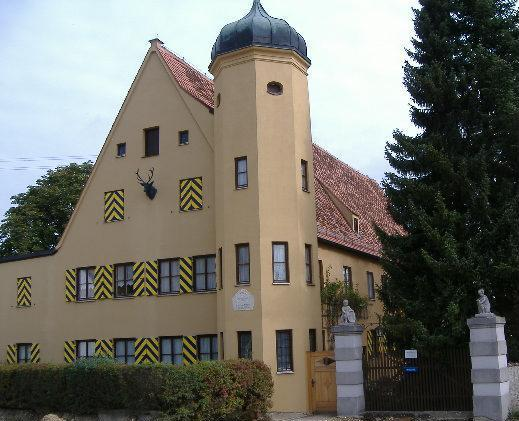
ラウグナ城

- ラウグナのカトリック聖エリーザベト教区教会
- ボックスベルクのカトリック聖三位一体および聖レオンハルト支教会
- モーデルスハウゼンの聖ペーターおよびパウル教区教会
- オスターブーフの聖ミヒャエル教区教会
- アスバッハのカトリック聖オッティリエン礼拝堂

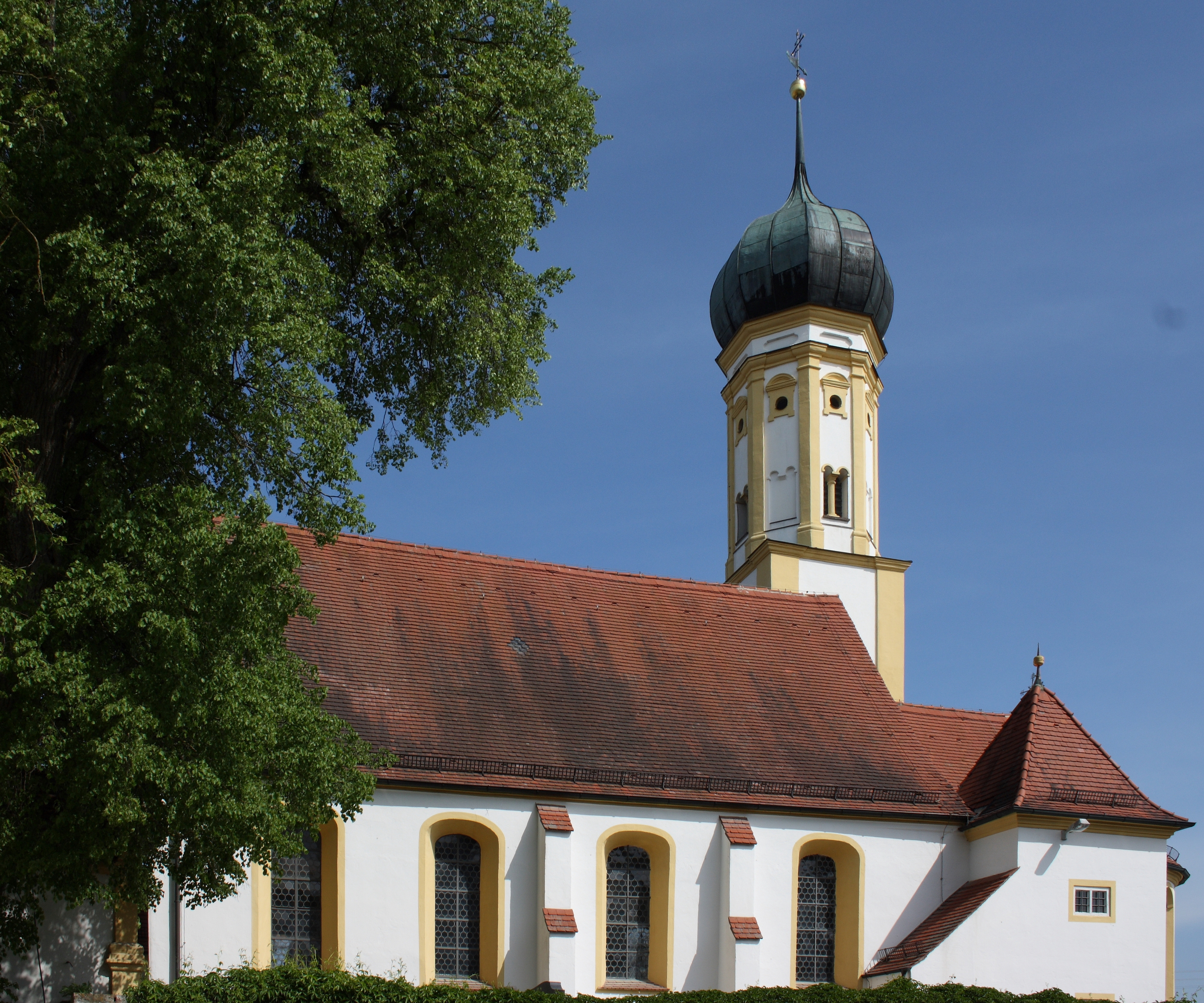
ラウグナの聖エリーザベト教会
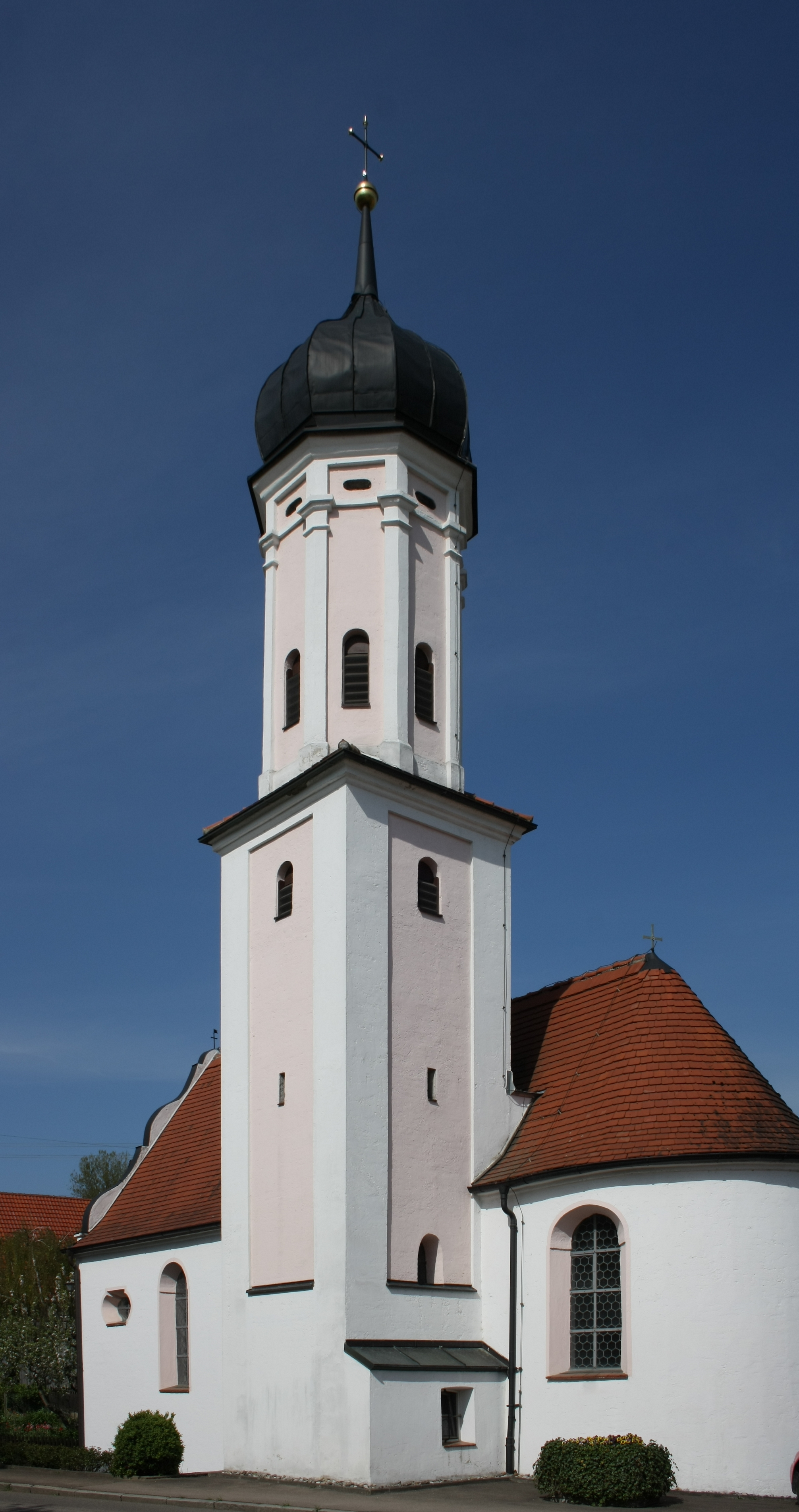
ボックスベルクの聖三位一体および聖レオンハルト教会
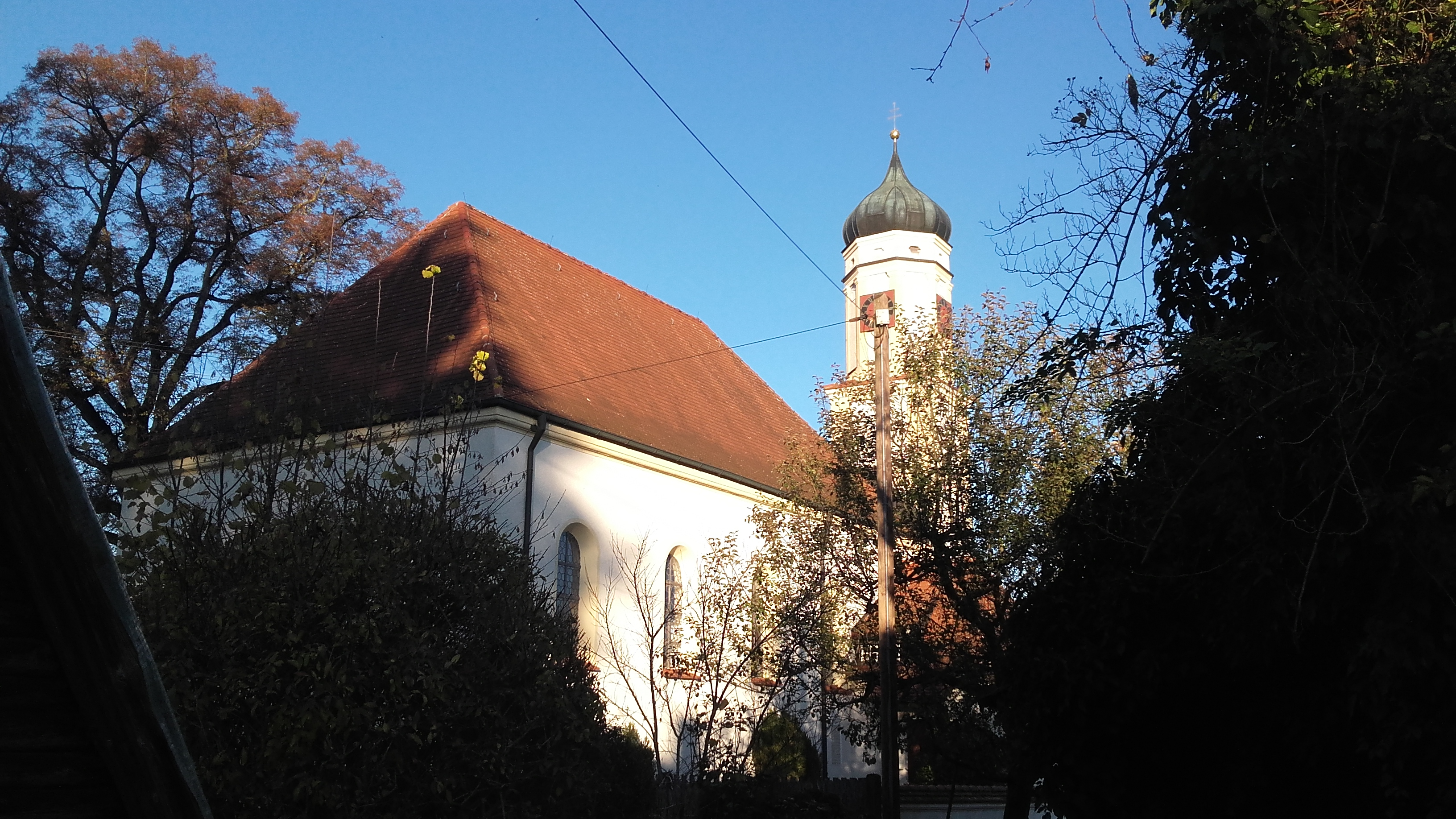
モーデルスハウゼンの聖ペーターおよびパウル教会
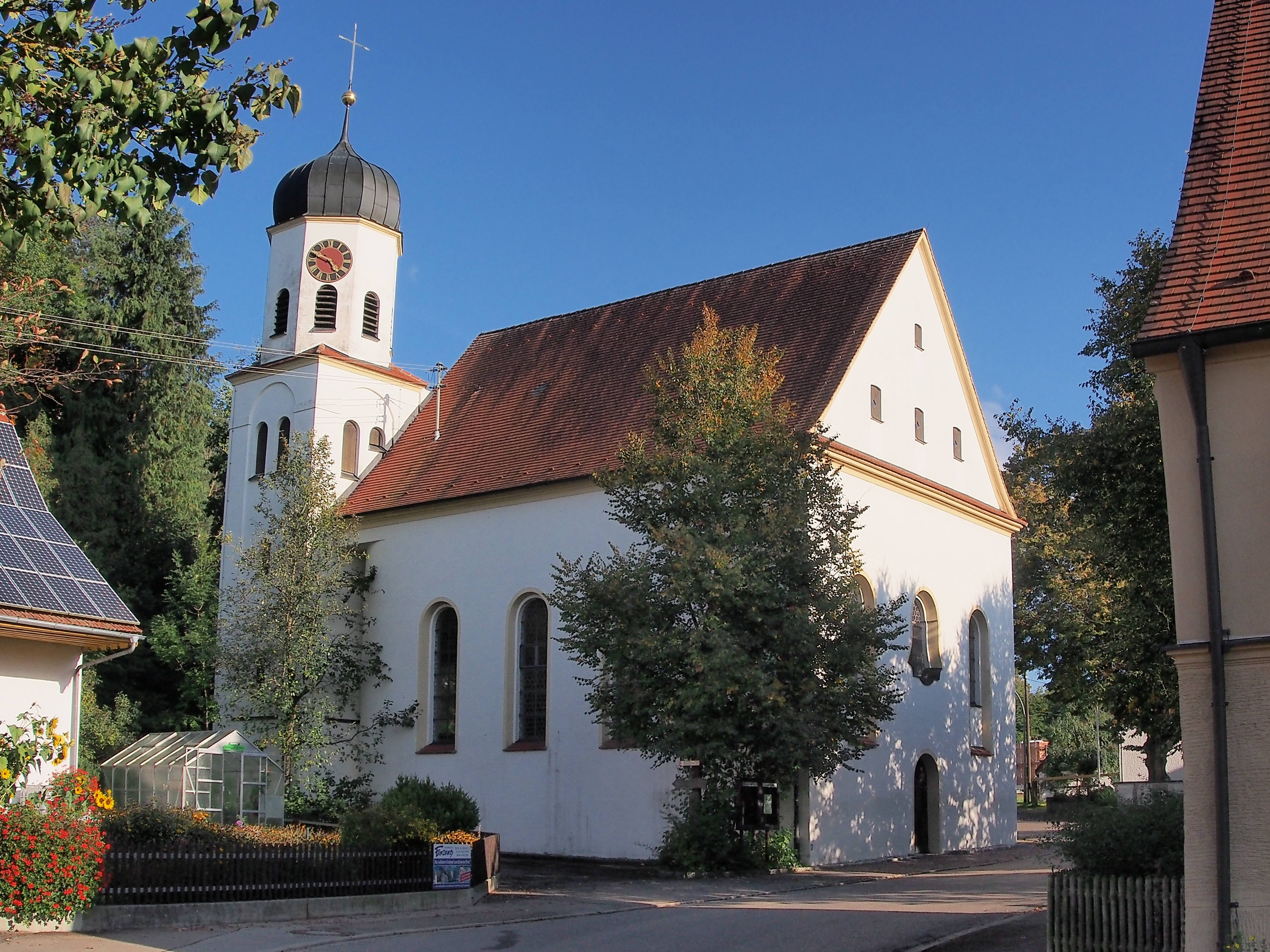
オスターブーフの聖ミヒャエル教会
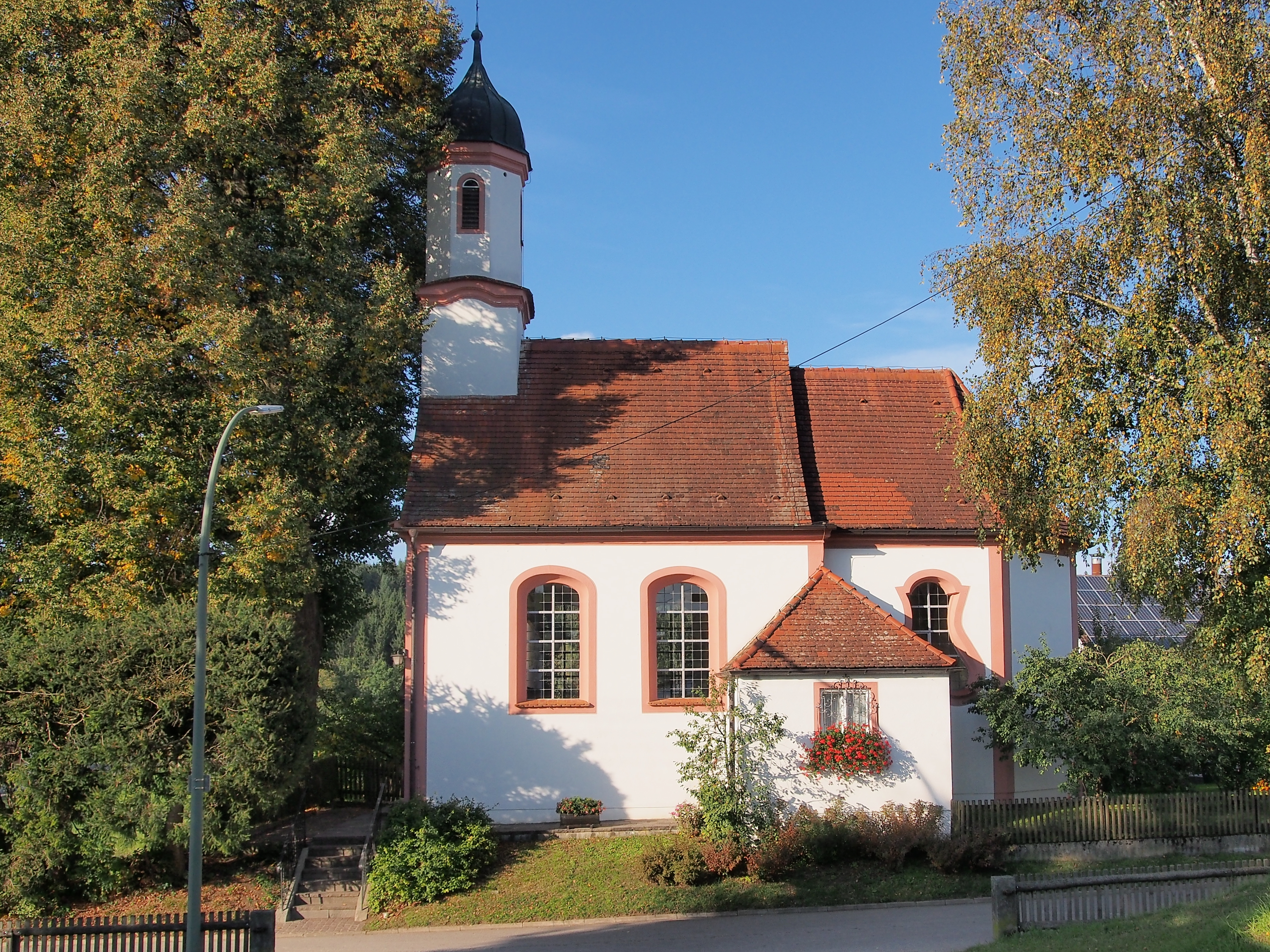
アスバッハの聖オッティリエン礼拝堂

### スポーツ
この町には、1967年に設立された全地区を対象とするサッカークラブ FC オスターブーフがある。

## 経済と社会資本

### 経済
2022年現在ラウグナでは277人の社会保険支払い義務のある就労者が働いている。この町に住む社会保険支払い義務のある就労者は777人である。したがってこの町から他の市町村へ通勤する就労者は、他の市町村からこの町へ通勤する就労者よりも500人多い。失業者数は17人であった。2020年の農家の数は28軒であった。
2022年の税収は1,779,000ユーロで、このうち497,000ユーロが産業税、1,072,000ユーロが所得税であった。

### 産業
この町には1923年に設立されたシュナップスの蒸留所があり、「ラウグナヴァッサー」（直訳: ラウグナの水）を製造している。このシュナップスは、主にリンゴ、洋梨、プラムから蒸留され、果実は周辺で生産されたものだけを使っている。

### 交通
町内を北から南に州道2036号線が貫いており、ラウグナ地区を通っている。この道路から東に向かう郡道 DLG 33 号線が分岐している。

### 教育
この町には、2023年現在、児童施設が1箇所あり、定員50人に対して45人の児童が在籍している。
学校はすべてヴェルティンゲンにある。

## 人物

### 出身者
- バルトロメウス・ホルツハウザー（ドイツ語版、英語版）（1613年 - 1658年）司祭。「世俗司祭の使徒的連合（ドイツ語版、英語版）」創設者。